# Kvasipartikel
Kvasipartiklar används inom fysiken för att beskriva excitationer i stora system. Exempel på kvasipartiklar är hål i halvledare, fononer i kristaller, samt entiteter med fraktionell laddning i fraktionell kvantiserad Halleffekt. Ibland särskiljer man kollektiva excitationer från excitationer av enskilda partiklar, och kallar endast de senare för kvasipartiklar.
Kvasipartiklar som fononer – som är elementära kollektiva excitationer – bär egenskaper som energi och rörelsemängd. Andra partiklar som hål och elektroner i kristaller har dessutom massa, spinn och laddning. Interaktion med resten av kristallen gör att dessa laddningsbärare har svårare eller lättare att accelereras av ett elektriskt fält. Detta brukar beskrivas med att de har en effektiv massa, skild från den vanliga elektronmassan.
En fermivätska är ett system av svagt växelverkande fermioner, där små excitationer av enskilda partiklar är kvasipartiklar. Dessa har också motsvarande tillstånd i likadana system utan växelverkan, och man kan tänka sig dem som enskilda partiklar plus en störning i den omgivande fermiongasen.